# Gente Feliz com Lágrimas
Gente Feliz com Lágrimas é um romance do escritor português João de Melo.
Terceiro romance do autor, foi publicado em 1988, recebendo logo em 1989 o Grande Prémio da Associação Portuguesa de Escritores e ainda, mais tarde, o Prémio Fernando Namora, Prémio Cidade de Lisboa/ Eça de Queiroz, Prémio Cristóbal Colón das Cidades Capitais Ibero-americanas e Prémio Livro do Ano da Antena 1. O romance foi traduzido em Espanha, Holanda, França, Roménia, Itália, Bulgária, Estados Unidos, entre outros. Foi, ainda, adaptado ao teatro pelo grupo O Bando, e a uma série de televisão (cinco episódios) e a telefilme pelo realizador açoriano José Medeiros.

## Sinopse
Gente Feliz com Lágrimas conta a história de Nuno Miguel, um açoriano que foi viver para o continente para ingressar num seminário e, assim, fugir do inferno que era viver em casa. Neste romance começamos por conhecer a infância de Nuno Miguel e de dois outros dos seus irmãos, Maria Amélia e Luís Miguel. É através destes capítulos que descobrimos a violência da infância de Nuno Miguel e os irmãos; obrigados pelos pais a fazer trabalhos pesados, maltratados pelos pais, comendo pouco e mal, crianças que se tornaram adultas cedo demais e que ficaram traumatizadas para sempre. Descobrimos também a ida de Nuno Miguel para o seminário e a ida de Maria Amélia para o convento e depois para a escola de enfermagem. Os dois são humilhados e submetidos a uma vida de contenção tanto no seminário como no convento que acabam por abandonar (Nuno Miguel sendo expulso). É-nos depois contada a saída de Nuno Miguel do seminário, a ida para Lisboa, começando aí a sua transformação. Nuno Miguel começa a interessar-se por política; estamos na época da ditadura do Estado Novo e junta-se à oposição - o seu desejo é ser um preso político. Começa também a revelar-se a personalidade literária e filosófica de Nuno Miguel.